# Freddie Aguilar

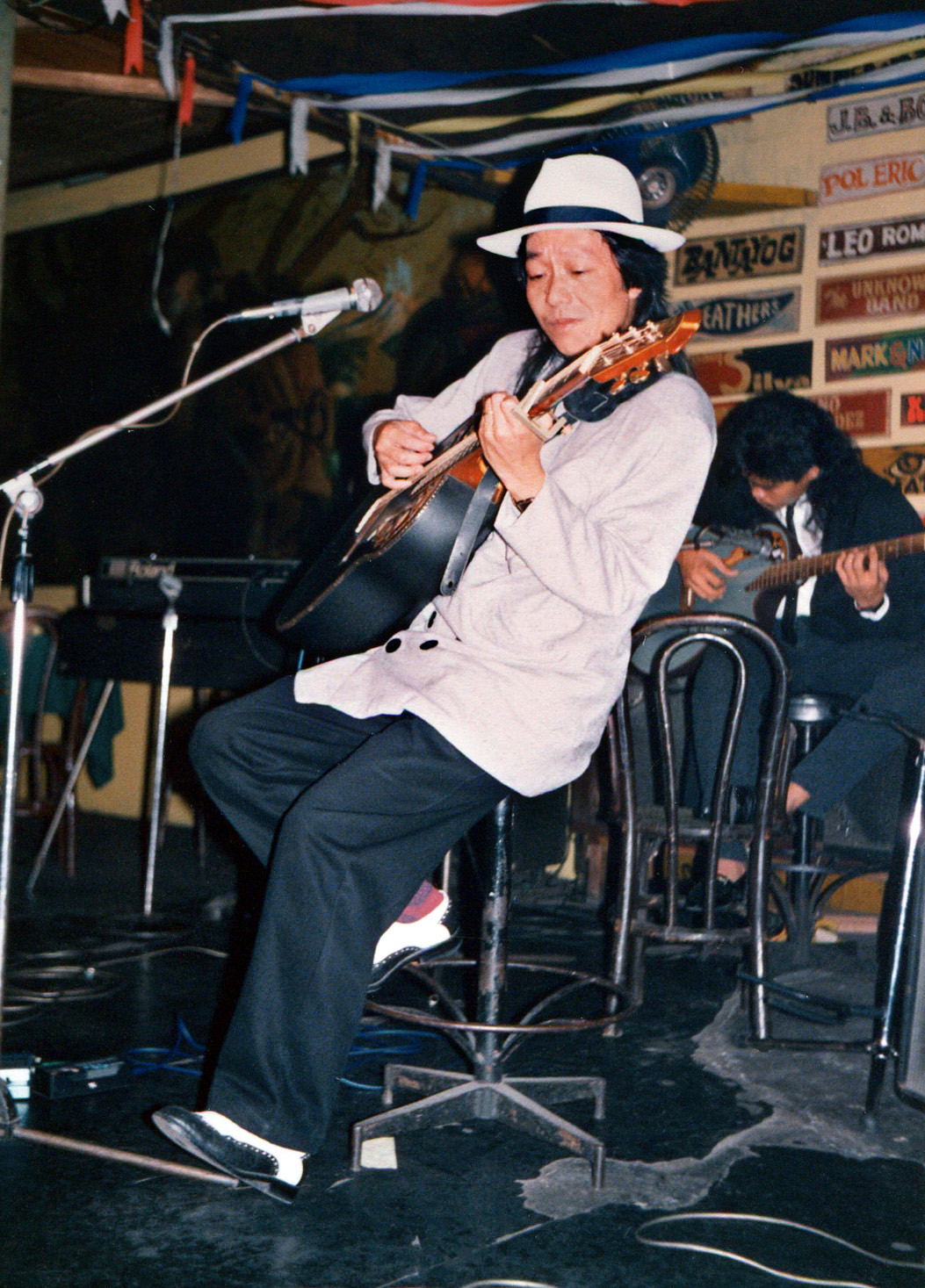
Freddie Aguilar, 1983

Freddie Pascual Aguilar (* 5. Februar 1953 in Santo Tomas; † 27. Mai 2025 in Quezon City) war ein philippinischer Folk-Rockmusiker und Songschreiber.

## Werdegang

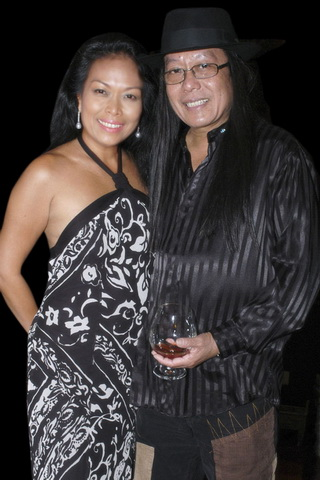
Freddie Aguilar mit seiner Schwester Marlene (2002)

Die meisten seiner Lieder sind im Pinoystil, wobei Aguilar zu den ersten Musikern gehörte, die westlich geprägte Musik mit der einheimischen Sprache Tagalog kombinierten. Mit seinem Lied Anak (Tagalog für ‚Kind‘) gewann er 1978 das Finale beim Metro Manila Popular Song Festival. Dieses Lied wurde zu einem Hit weit über die Philippinen hinaus, in Deutschland erreichte das Lied im Jahr 1980 Platz 39, in den Niederlanden Platz 2. Das Lied wurde später von Michael Holm unter dem Titel Kind sowie von der Kelly Family gecovert unter dem Titel Alle Kinder brauchen Freunde. 1986 sang er Bayan Ko, ein Lied, das die Opposition im Kampf gegen Ferdinand Marcos verwendete.
Freddie Aguilar schrieb viele sozialkritische Lieder, aber auch Liebeslieder. Er textete und komponierte seine Songs nicht nur selbst, sondern er arrangierte und produzierte sie auch. Im Juli 2009 eröffnete Freddie Aguilar Ka Freddie’s Music Bar and Restaurant in Manila/Malate. Mitte 2013 verlegte er seine Music Bar nach Quezon City (120 Tomas Morato Ave. cor. Kamuning Road). Er selber trat dort jeden Mittwoch, Freitag und Samstag auf.
Durch seinen Erfolg beeinflusste Freddie Aguilar zahlreiche Musiker in Ostasien, die jeweils einheimische Texte zu westlich geprägter Musik einsetzten. Aguilar wurde in eine römisch-katholische Familie geboren, konvertierte jedoch zum Islam, und nahm den Namen „Abdul Farid“ als seinen muslimischen Namen an.
Aguilar starb am 27. Mai 2025 im Alter von 72 Jahren im Philippine Heart Center in Quezon City.

## Bekannte Songs
- Anak, Magdalena, Huwag, Himig, Sayang Imelda, Olongapo, Trabaho, Mahal Kita, Mindanao

## LPs (Auswahl)
- 1980: Freddie Aguilar (RCA)
- 1980: Todo cambia (RCA)